# Cultura de Puebla
La cultura de Puebla —estado que se localiza al oriente de la capital de México— es resultado de un largo proceso de mestizaje que inició en la época colonial y continúa hasta la actualidad. El patrimonio del estado está constituido por obras tangibles e intangibles, algunas de las cuales son consideradas Patrimonio de la Humanidad. Puebla y su cultura aparecen ligados en el contexto mexicano con su tradición gastronómica, la religiosidad de sus habitantes y las chinas poblanas. Sin embargo, Puebla también es un mosaico de culturas, donde la herencia novohispana se mezcla con los vestigios de culturas milenarias y la presencia de numerosos pueblos indígenas que modelan entre todos la identidad de los poblanos, identidad en la que están implicados sucesos históricos relevantes en la historia mexicana como la Batalla de Puebla.
Uno de los iconos más representativos del nacionalismo mexicano es la china poblana, que a pesar de ser un personaje propio de todo el centro del país, tras la confusión entre el personaje del pueblo y la China poblana histórica (Catarina de San Juan) quedó ligada en el imaginario popular mexicano a la Angelópolis. Otros aspectos que se relacionan con los poblanos son la riqueza de la gastronomía del estado, que incluye una variada gama de platillos, entre los que se encuentran los chiles en nogada y el mole poblano. Puebla es ampliamente conocida en México como el sitio donde se elabora la cerámica de talavera mexicana (Talavera de Puebla), que se vende a precios estratosféricos en los mercados de artesanías y fue empleada intensivamente en Puebla como elemento decorativo arquitectónico. Otro elemento importante que distingue a Puebla es la fama de la religiosidad católica de sus habitantes: uno en el sitio en internet de México Desconocido, consultada el 10 de agosto de 2007.</ref> pero esa es una leyenda surgida en la época de la conquista, en realidad solo hay unos 45 edificios religiosos en ella

## Patrimonio Cultural del Estado de Puebla
El estado de Puebla cuenta con una legislación de protección al patrimonio cultural de los poblanos. De acuerdo con la Ley de Fomento Cultural del Estado de Puebla, se consideran patrimonio cultural los testimonios históricos y objetos de conocimiento que continúen la tradición histórica, social, política, urbana, arquitectónica, tecnológica, ideológica y de carácter económico de la sociedad que los ha producido. Este tipo de creaciones pueden obtener su reconocimiento como Patrimonio Cultural del Estado mediante declaratoria del Ejecutivo estatal en consulta con el Consejo Poblano de Cultura.

## Ciudad Patrimonio de la Humanidad
La ciudad de los ángeles fue reconocida como Patrimonio de la Humanidad por la Organización de las Naciones Unidas para la Educación, la Ciencia y la Cultura (UNESCO) por sus siglas en inglés, el año de 1987.
En el mundo son cerca de 204 ciudades consideraras como Ciudades Patrimonio de la Humanidad y en México se reconocen 10 entre las que podemos destacar a la Ciudad de Puebla, esto debido principalmente por su valor histórico, arquitectónico y urbanístico; las ciudades consideradas para esta distinción son ciudades que aportan testimonios culturales y arquitectónicos únicos y sobresalientes.

## Gastronomía
La gastronomía poblana, producto del mestizaje que devino con la Conquista de México por parte de los españoles, es una de las más representativas de la República Mexicana. Numerosos mitos están asociados a algunos de los platillos más conocidos de la gastronomía regional del estado, a la que se suele identificar en México con relación a dos platillos que se consideran platos nacionales del país: el mole poblano y los chiles en nogada. 

### Mole poblano y chalupas
Sobre el mole, la leyenda dice que fue creación de sor Andrea de la Asunción, del convento de Santa Rosa en la ciudad de Puebla. Esta monja habría creado el platillo en ocasión de la visita del obispo a su congregación. En la leyenda, el nombre del plato se asocia con una expresión de admiración de una compañera de Andrea de la Asunción al ver a esta moliendo los ingredientes afanosamente; aunque se sabe que el origen de la palabra mole es de origen náhuatl y que la mezcla de chiles secos o frescos en la confección de salsas era una práctica común en las gastronomías mesoamericanas precolombinas. A esta base de chiles, uno de los ingredientes básicos de la gastronomía mesoamericana, se sumaron las especias y los aceites llegados con los españoles, que dieron origen a los moles contemporáneos, cuya preparación de ninguna manera es exclusiva de Puebla, aunque el mole más conocido sea precisamente el poblano y sobre las chalupas son tortillas calientes con cebolla,carne y salsa verde o roja.

### Chiles en nogada
Con los chiles en nogada ocurrió algo similar que con el mole. Este plato no es otra cosa que un chile poblano relleno de picadillo de carne de res y frutas, bañado en salsa de nueces de Castilla (el fruto del Juglans regia) y queso de cabra y espolvoreado con granos frescos de granada y hojas de perejil. La leyenda asocia la creación de este platillo con una monja del convento de Santa Rosa, también en la ciudad de Puebla. El plato habría sido confeccionado en honor de Agustín de Iturbide, en ese tiempo, emperador de México. Sin embargo, la nogada aparece en recetarios del siglo XVIII, por lo menos un siglo antes de la independencia de México, y el chile en nogada no aparecerá en estos recetarios hasta mediados del siglo XIX, treinta años después de la abolición del Primer Imperio Mexicano, y los ingredientes se basan en los colores de la bandera, el verde del perejil, el blanco de la nogada y el rojo de la granada.

### Cemitas poblanas
La cemita es un pan salado, crujiente, su tapa está decorada con ajonjolí, queso fresco o quesillo, aguacate, pápalo, cebolla, chiles jalapeños en vinagre o chipotles, aceite de oliva, el ingrediente principal es una milanesa de cerdo, res o pollo; o pata en vinagre, existe una variedad de ingredientes como carne enchilada, las tradicionales carnitas. El platillo es típico de Puebla, los mejores lugares para degustarlo son el mercado de la diagonal defensores, mercado de Los Sabores antes mercado Venustiano Carranza
Este es uno de los platillos que identifica a los poblanos ya que aparte de encontrarlos en cualquier parte de la ciudad son deliciosos y como dice: si fuiste a puebla y no probaste las cemitas ¿entonces a que fuiste?

### Otros platillos
Más allá de estos dos platos ampliamente conocidos en México y a nivel mundial, la cocina poblana es muy variada y comparte con otras gastronomías mexicanas el mestizaje de elementos indígenas, españoles y asiáticos, producto de la historia del país. Sólo en la ciudad de Puebla es posible encontrarse con gran cantidad de platillos, desde antojitos como chalupa, cemita, tortas, tamales de diversos estilos; hasta alta cocina internacional y bebidas tan particulares como la pasita, única de la Angelópolis. 
En toda Puebla, la base de la comida es el maíz, el frijol y el chile, y estos tres elementos se combinan para producir una gran cantidad de platillos, como las enfrijoladas, que se consumen en cualquier localidad poblana. Además de la capital, la cocina poblana se diversifica en cada una de sus regiones, donde incorpora características particulares dependiendo de los recursos e ingredientes disponibles. 
Por ejemplo, está el mole de caderas de Tehuacán, que se prepara en honor del Festival de la Matanza, en que se sacrifican los chivos de los hatos familiares. En la Mixteca, el repertorio gastronómico incorpora insectos como los cuetlas y los jumiles; cactáceas como la biznaga y la pitaya; frutos tropicales como el zapote negro; y a base de huajes se prepara el huaxmole. En el centro del estado se pueden encontrar mixiote, barbacoa y pulque; todos deudores del maguey; además, está la gran tradición de lácteos de Chipilo, donde los descendientes de los vénetos establecidos en la región continúan produciendo quesos al estilo de Italia.
Dentro de la cocina típica poblana destacan una amplia variedad de dulces y vinos de exquisito sabor producidos en las diferentes regiones de Puebla, entre ellos mencionamos a los polvorones poblanos, camotes de diferentes sabores, alegrías elaboradas con amaranto y miel de abeja, palanquetas de cacahuate, sidra producida en Huejotzingo y vinos de diferentes sabores producidos en Zacatlán de las Manzanas y Acajete, rompope elaborado por las monjas de Santa Clara.

### Repostería Poblana
A lo largo de la historia la repostería en la Ciudad de Puebla ha evolucionado y se ha ido adaptando a la influencia e impacto de otras culturas. Sus orígenes se remontan a la época de la Colonización española de América ya que fue el momento en el que se mezclaron la gastronomía prehispánica, la gastronomía española y también en menos proporción la cocina de África.
Con esta combinación de ingredientes, sabores y nuevas recetas nace la gastronomía de la ciudad de Puebla. En la época colonial se empiezan a preparar nuevos postres y dulces típicos que aún se preparan y venden en la ciudad. Algunos ejemplos de ellos son los muy famosos y conocidos camotes poblanos, las Tortitas de Santa Clara, los muéganos, borrachitos y macarrones poblanos.
Dentro de la repostería poblana los ingredientes más utilizados son: harina blanca y para hornear, agua, huevo, azúcar, sal y manteca de cerdo.

## Artes populares

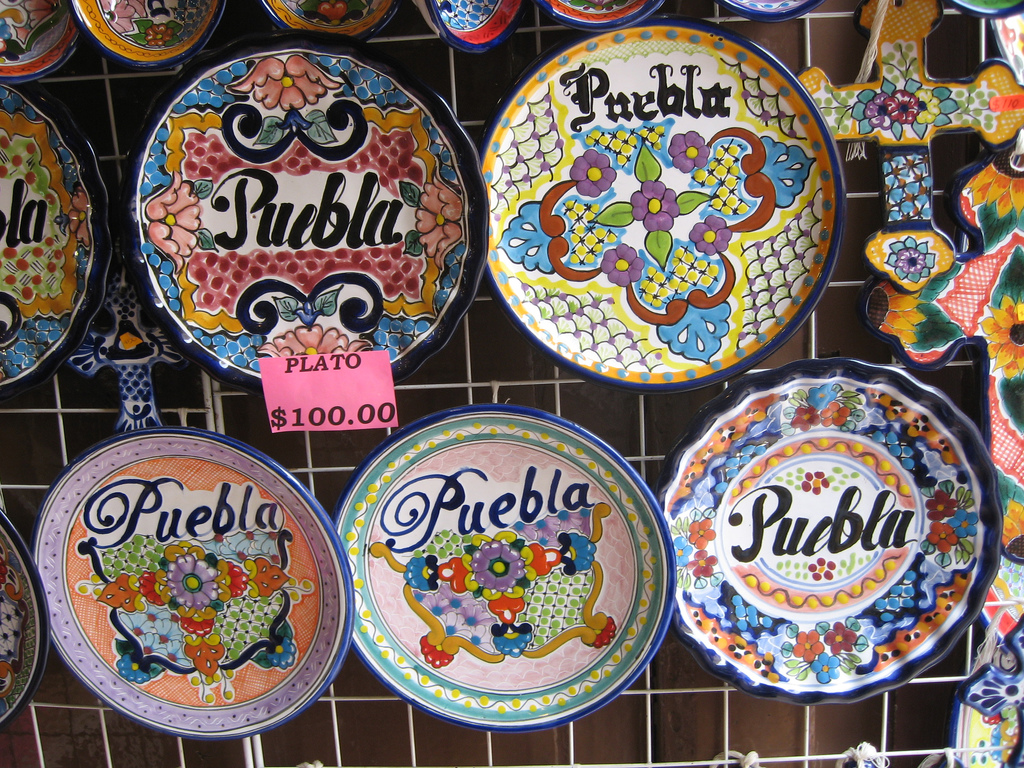
Platos policromos de Puebla de Zaragoza.

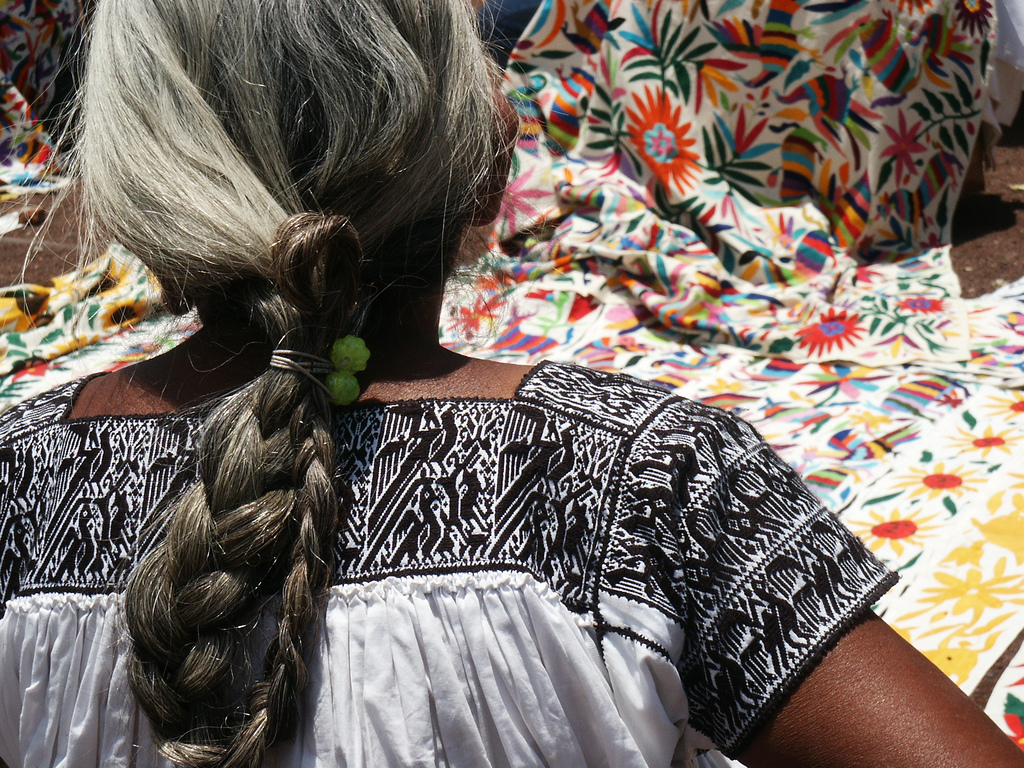
Una artesana textil en Cholula de Rivadavia.

También en la Sierra Norte existe una importante producción de textiles artesanales, especialmente camisas bordadas para mujer y los famosos quexquémitl que emplean las mujeres nahuas y otomíes de la región. Estas prendas se tejen en telar de cintura mediante la técnica de brocado con hilos de lana, casi siempre de color negro y rojo. Los quexquémitl son parte central de la indumentaria de las mujeres en la sierra, y en Cuetzalan tienen un festival que gira en torno a la exhibición de estas prendas. 
La producción de textiles en la sierra norte de puebla, de manera artesanal tiene un importante producción principalmente de camisas bordadas para mujer y lo quexquemitl que usan las mujeres nahuas y otomíes de la región es un arduo trabajo de estas artesanas que tejen sus prendas en un telar de cintura mediante la técnica de brocado con hilos de lana.
Los tejidos textiles tradicionales poblanos sobre salen del resto, por su hermosura lo que reflejan estos textiles consiente o inconcientemente es su historia culturar y su
belleza natural. 
Poseen el contaste de climas de sabores le dan una identidad muy especial. 
Los rebozos y cotones de Hueyapan, por  ejemplo,  bordados de todos colores requieren de un gran conocimiento mineral y de plantas y hasta insectos que sirvan par teñir naturalmente, y conocer muy bien las técnicas que se utilizan para las mismas. Así mismo depende de la región en la que nos enfoquemos los estilos y las diversas técnicas cambiaran, no por eso serán menos interesantes unas de otras.  
Muchas de las personas devalúan estas prendas y pagan muy poco por ella sin tomar en cuenta el esfuerzo de los artesanos para elaborarlas; también hay algunos de los comerciantes que pagan precios muy bajos, y los revenden al doble o al triple de lo que lo compraron.
Por otra parte, en el sur del estado se encuentra la producción alfarera de la Mixteca Poblana.
La alfarería de Acatlán de Osorio e Izúcar de Matamoros se caracteriza por sus figuras elaboradas de barro casi sin decoración, aunque en la primera localidad es característico el empleo de mecates de palma para decorar ollas y otros utensilios de uso diario. En la región del centro y sureste del estado se producen figuras talladas de ónix y mármol, entre otras piedras que pueden obtenerse en los yacimientos de Tepeaca y Tecali de Herrera. La cestería es común a casi todo el estado, aunque tiene especial importancia en la Mixteca y la región de Tehuacán, donde la palma empleada en su confección crece de modo silvestre.
San Antonio Texcala es una localidad perteneciente a Zapotitlán y es un pueblo dedicado a fabricar artesanalmente figuras de Ónix y Marmól con el resultado de verdaderas obras de Arte , es un distribuidor importante de la región ya que es un lugar rico en este mineral extraído de canteras y que para todos los que viajan al Sureste del Estado es un paso Turístico obligado.

## Festividades populares

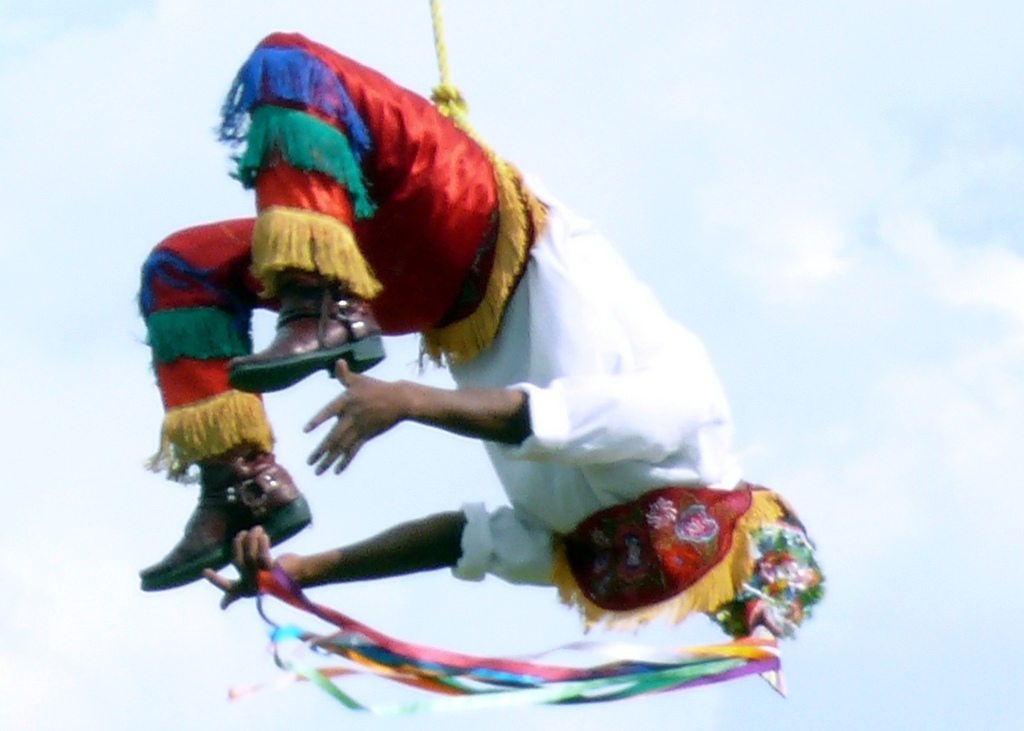
Un volador de la Sierra Norte de Puebla.

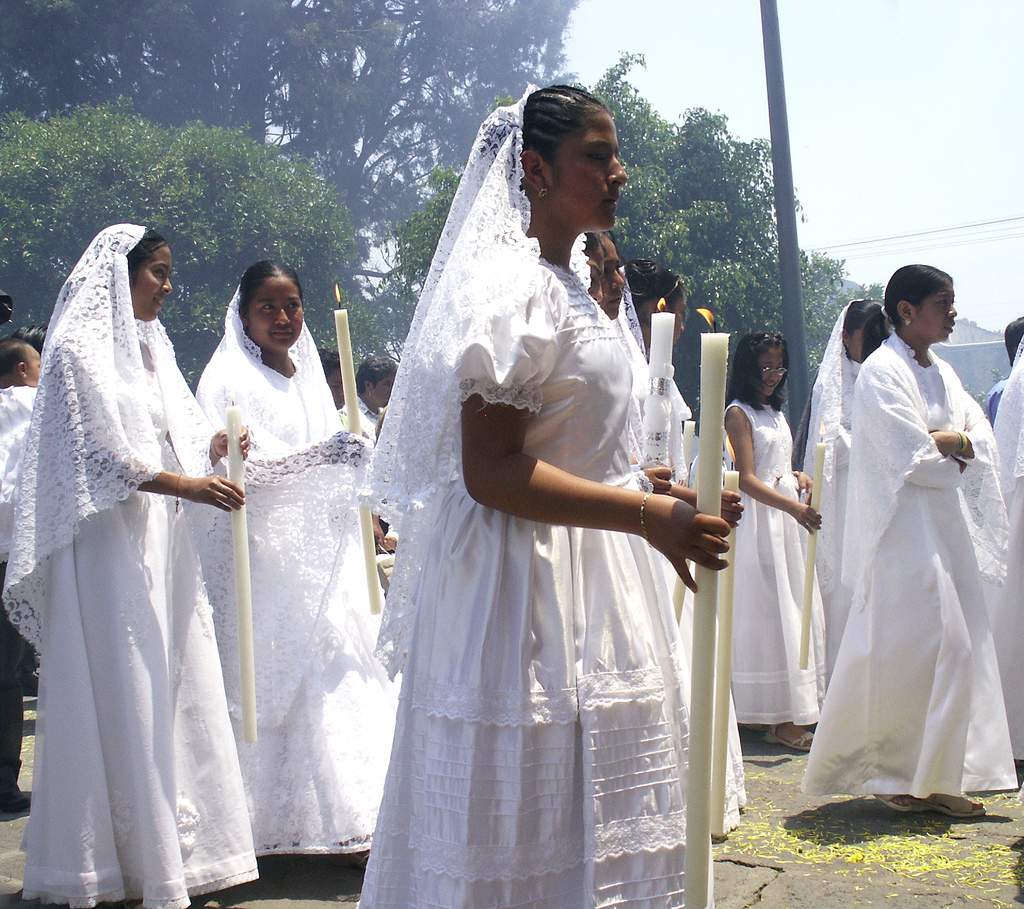
Procesión católica en Cholula de Rivadavia.

Existen numerosas festividades populares en todo el territorio del estado. Al igual que en otras partes de México, en Puebla se celebran algunas fechas cívicas y religiosas de importancia en todo el país. Forman parte del calendario religioso las celebraciones decembrinas de las Posadas y la Navidad, el festejo de Año Nuevo; los carnavales, la Cuaresma y la Semana Santa; el Día de Muertos y la celebración de la Virgen de Guadalupe. En Puebla se realizan varios carnavales, como los de Huejotzingo, Xonaca (relacionado con el Carnaval de Tlaxcala) y San Jerónimo Xayacatlán; cada uno con características muy particulares. Además de estas festividades, cada pueblo tiene sus propias fiestas dedicadas a los patronos. Sólo en el caso de la ciudad de Puebla se registran 83 festividades religiosas en distintos barrios del centro histórico, mismas que a decir de Ernesto Licona, son vividas intensamente por las personas que participan de ellas. Otras festividades patronales importantes en el estado son las que se realizan en torno a la festividad de San Francisco de Asís en Ciudad de Cuetzalan, donde se realiza la Feria del Huipil y se presentan las danzas de Quetzales, Santiagos y el ceremonia ritual de los Voladores; o las relacionadas con San Miguel Arcángel, que en Atlixco se engalanan con la realización del Huey Atlixcáyotl, un festival donde las once regiones culturales del estado presentan cuadros de danza tradicional.
Así mismo año con año, la ciudad de Puebla, organiza una de las ferias más importantes del país conmemorativa a la Batalla de Puebla, celebrada el 5 de mayo. La feria se caracteriza por sus amplias actividades, como juegos mecánicos para niños y adultos, un área deportiva o extrema, un foro artístico, en el que se presentan diferentes artistas, tanto cantantes como cómicos, el paleque, con las famosas peleas de gallos, en el cual también se presentan artistas, aunque estos últimos su acceso requiere la compra de un boleto y finalmente la plaza de toros. Es un gran atractivo para todas las familias, ya que el gobierno trae diferentes espectáculos, tanto de forma gratuita como de paga, en la cual podemos aprender y apreciar lo bueno de México.
Esta festividad es de cobertura nacional e internacional, ya que en ella participan artistas de índole nacional, además de que su mayor atractivo son sus platos típicos gastronómicos, los cuales son únicos en el país y muy característicos. Puebla nos ofrece diversidad en cultura y gastronomía dentro de esta feria que marca un gran paso histórico de nuestro país y que los poblanos y mexicanos celebran con esta enorme y fabulosa feria, la cual es para cubrir las necesidades y gustos de la población en general.
Entre las festividades cívicas que tienen lugar en el estado se encuentra desde luego la fiesta nacional de México: el Día de la Independencia (15-16 de septiembre), en que se conmemora el aniversario del inicio de la guerra que puso fin a la dominación española del país. El Cinco de Mayo es otra festividad cívica importante, puesto que la identidad poblana está articulada en torno a la Batalla de Puebla, suceso histórico de principal relevancia en la historia oficial de México por ser el momento en que el ejército y los milicianos mexicanos derrotaron a los invasores franceses en 1862.

## Patrimonio arqueológico
En el territorio que actualmente ocupa el territorio del estado habitaron diversos pueblos desde la época precolombina. Los testimonios de su presencia forman parte del patrimonio cultural de los poblanos, y son protegidos tanto por autoridades locales como por el Instituto Nacional de Antropología e Historia (INAH). En Puebla existen varios sitios arqueológicos aunque sólo algunos se encuentran abiertos a la visita del público. Entre estos sitios se encuentran Yohualichán, sitio del período Posclásico de la cultura totonaca localizado en la Sierra Norte; cerca de Oriental se encuentra Cantona, sitio del Epiclásico mesoamericano; en el centro del estado está la zona arqueológica de Cholula, una de las más antiguas ciudades de México; en el sur se encuentran Tepexi el Viejo y Cuthá, ambas relacionadas con la cultura mixteca-popoloca. Existen varios museos que resguardan acervos de piezas arqueológicas, entre ellos el Museo Amparo de la ciudad de Puebla, y varios museos comunitarios como el de Acatlán de Osorio, dedicado a la cultura mixteca, y el de Xiutetelco, que contiene piezas totonacas.

## Arquitectura

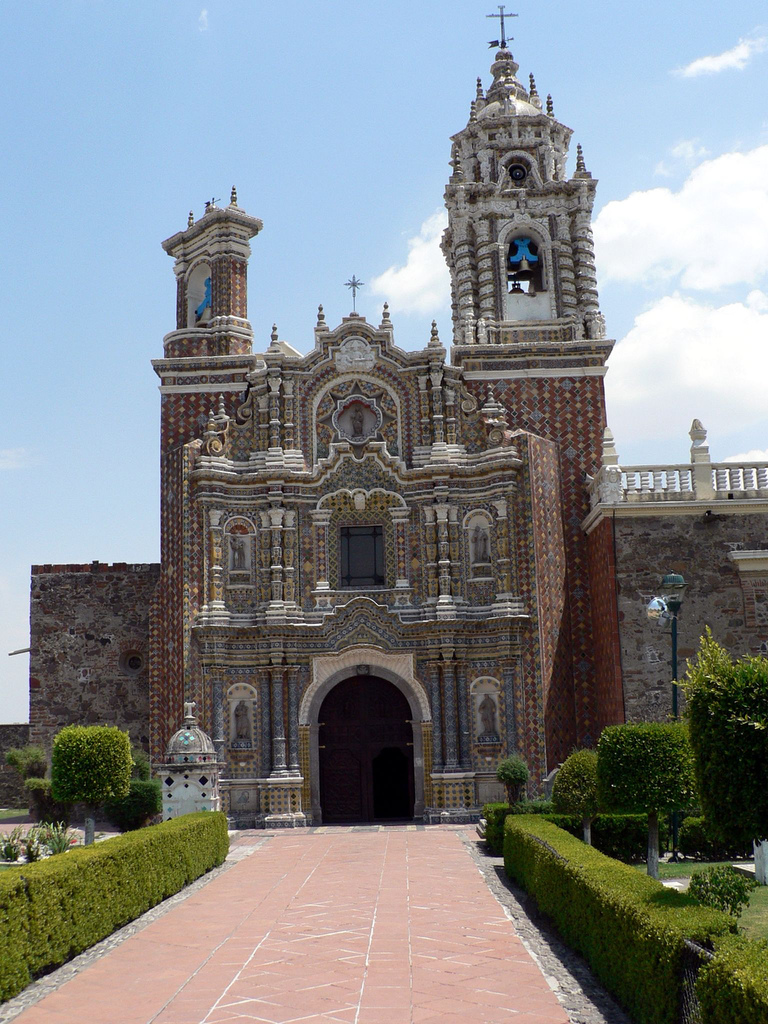
Templo de San Francisco Acatepec.

El estado de Puebla posee un rico patrimonio arquitectónico, que va desde la Gran Pirámide de Cholula hasta los modernos rascacielos que se construyen en la actualidad en la capital del estado. Precisamente es Puebla de Zaragoza donde se encuentra una de las mayores concentraciones de edificaciones coloniales del estado, que le valieron ser llamada Relicario de América y la declaratoria de Patrimonio de la Humanidad para su centro histórico en 1987. En este conjunto de monumentos se encuentran numerosas construcciones religiosas y civiles de estilo barroco y neoclásico. Entre las más notables se encuentra la Catedral y la Capilla del Rosario que se encuentra en el Templo de Santo Domingo; el antiguo Palacio del Ayuntamiento, la Casa de los Muñecos, el Templo de la Compañía, el Edificio Carolino, la Casa del Alfeñique y numerosos templos católicos.

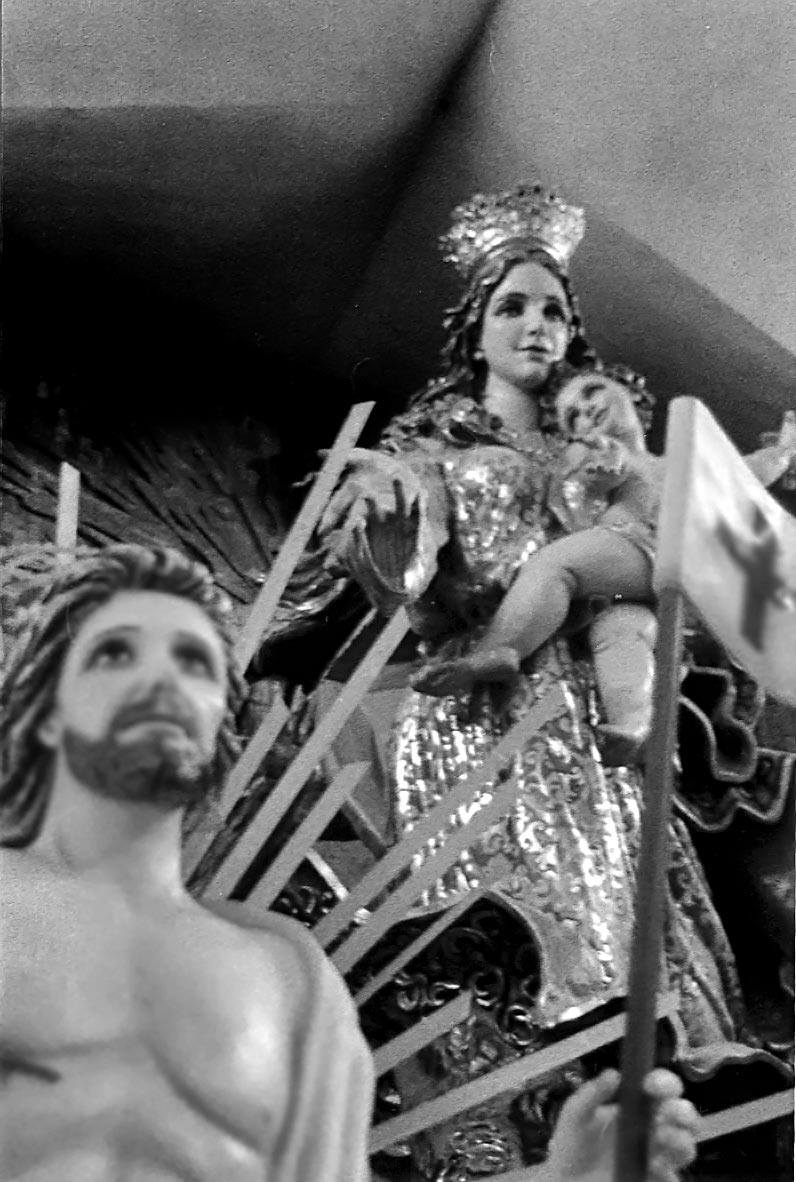
Nuestra Señora de la Inmaculada Concepción de Chignahuapan. La pieza, de catorce metros de altura, es obra de José Luis Silva, lo mismo que el Cristo de tamaño natural que se observa en primer plano.

La época de la cristianización de los indígenas produjo numerosas construcciones religiosas en las localidades de la provincia poblana. Entre estas hay que señalar los conventos de Tecali, Tecamachalco, Texmelucan y el Cholula. Algunos de los conventos poblanos forman parte del conjunto de monasterios franciscanos de las faldas del Popocatépetl que fueron declarados también Patrimonio de la Humanidad en el año de 1994. Se trata de los conventos de Calpan, Huejotzingo y Tochimilco. Otra construcción religiosa de relevancia es la Iglesia de Santa María Tonantzintla, donde el estilo barroco refleja fuertes influencias estilísticas de la iconografía indígena, dando lugar a una construcción mestiza de gran colorido y profusión decorativa.
El convento de San Gabriel es uno de los más antiguos de México; fue construido en el año de 1549 sobre las ruinas del templo de Quetzalcóatl. Años después, en febrero de 1553, es consagrado por Martín de Hojacastro, el tercer Obispo de Puebla.
El convento cuenta con un estilo arquitectónico neoclásico, formado por las capillas posas, la barda atrial, el templo, el atrio, el claustro, la Capilla de naturales y la capilla de la Tercera Orden. Las almenas, que le dan un aire de fortificación, son típicas de estos primeros conventos. Se encuentra en el centro de San Pedro Cholula y en su interior se pueden ver algunos frescos realizados desde la época de su construcción, así como las pinturas de la vía de San Francisco de Asís.
En la antigua Portería del convento, se encuentra una pequeña galería de Arte Sacro donde se exhiben algunos ejemplares que la resguarda, así como objetos religiosos y artísticos que complementan la muestra.
Se encuentra ubicado en  2 Norte #4,  entre Avenida Morelos y 4 oriente Col. Centro San Pedro Cholula 
La galería está abierta de lunes a domingo, de 9:00 a 19:00 horas con una entrada libre. Misas dominicales - 7:00, 8:00, 9:00, 11:00, 12:00, 13:00, 18:00 y 19:00 horas. Misas diaria: 7:00, 8:00, 18:00 y 19:00 horas.
La iglesia de Santa Isabel Tepetzala es un edificio barroco que terminó de construirse en 1723, y es contemporáneo al templo de Santa María Tonantzintla y el de San Francisco Ecatepec (1750).

## Artes

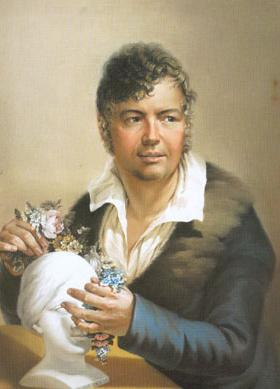
José Luis Rodríguez Alconedo, autorretrato, pintura al pastel, principios del s. 19

Puebla tiene una rica actividad artística. El patrimonio artístico de los poblanos comprende un legado con milenios de historia, producto de los diversos pueblos que han habitado el territorio del estado desde la época precolombina. El estado es conocido por la gran calidad de su arte colonial, que cuenta con un museo especialmente concebido para la exhibición de las piezas artísticas virreinales. El Museo Poblano de Arte Virreinal, establecido en la capital poblana, cuenta con una colección de piezas artísticas que formaban parte de distintas colecciones públicas y privadas. En las construcciones coloniales poblanas existen obras de gran calidad que se integran a la arquitectura del lugar, como testifican las numerosas edificaciones religiosas en todo el estado. Desafortunadamente, el arte sacro en el estado de Puebla es objeto de saqueo, al grado que es uno de los estados con mayores pérdidas artísticas por concepto de robos de este tipo de piezas artísticas.
El arte poblano contemporáneo cuenta con mucha menor difusión que las artes de tiempos pasados. Los centros educativos juegan un papel importante en la formación de nuevos creadores. Existen instancias que promueven la creación artística, como el Programa de Estímulo a la Creación y al Desarrollo Artístico de Puebla, financiado por el Consejo Nacional para la Cultura y las Artes y la Secretaría de Cultura del gobierno del estado. La principal problemática es que las obras de creadores poblanos no cuentan con gran difusión fuera del territorio del estado, amén de que la producción se concentra en la capital.

## Emblemas culturales de Puebla en México

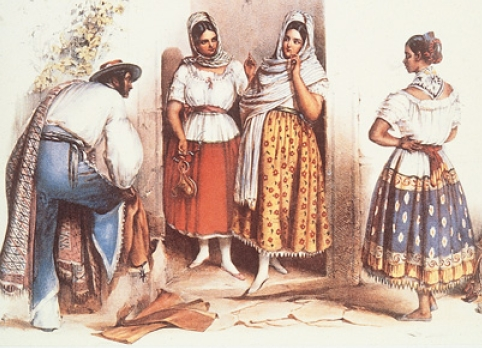
Poblanas del.

En México, Puebla aparece asociada a una de las figuras más conocidas del folclor de ese país: la china poblana. Aunque Catarina de San Juan, la China Poblana histórica vivió en la ciudad de Puebla, las chinas —doncellas del pueblo, caracterizadas por su pintoresca indumentaria— no son exclusivas de Puebla y no parece muy probable que la indumentaria característica de estos personajes del siglo XIX sea completamente original del estado de Puebla. Los poblanos aparecen en el refranero popular retratados de diversas maneras: como personas muy conversadoras o golosas, o bien, como gente voluble. Además, Puebla es conocida por su variada gastronomía, que, como se dijo antes, produjo como resultado del mestizaje dos de los platos más conocidos de México: el mole y los chiles en nogada. Algunos hechos históricos ocurridos en el territorio del estado también han contribuido a conformar la imagen poblana en México, especialmente la Batalla de Puebla.
Museos en el estado de Puebla
En Puebla existen varios museos, incluyendo el museo Amparo creado en memoria de Amparo Rugarcia de Espinosa esposa del banquero y filántropo MEXICANO Manuel Espinosa Iglesias. También uno de los museos más visitados es el museo Nacional Del Ferrocarril que expone al público una reseña histórica del ferrocarril desde sus inicios hasta la época actual. 
Existen otros museos como la biblioteca palafoxiana, el exconvento de Calpan, el museo José Luis Bello Gonzales, la casa de la ciencia, el museo y biblioteca general Ignacio Zaragoza.